# Copa Interamericana 1971
La Copa Interamericana 1971 est la 2e édition de la Copa Interamericana. Cet affrontement oppose le club uruguayen du Nacional Montevideo, vainqueur de la Copa Libertadores 1971 au CD Cruz Azul, club mexicain vainqueur de la Coupe des champions de la CONCACAF 1971. 
Les rencontres ont lieu le 15 juillet 1972 et le 7 novembre 1972.
Les argentins de la Plata remportent cette deuxième édition sur le score cumulé de 3-2.

## Contexte
Le CD Cruz Azul termine premier ex aequo du tour final en compagnie du LD Alajuelense lors de la Coupe des champions de la CONCACAF 1971. Lors du match destiné à les départager, Cruz Azul l'emporte cinq buts à un.
Le Nacional Montevideo se qualifie en gagnant la Copa Libertadores 1971 obtenue en match d'appui lors de la finale jouée contre Estudiantes de La Plata, le triple tenant du titre de la Copa Libertadores et le vainqueur de la première édition de la Copa Interamericana (0-1, 1-0 et 2-0).

## Match aller
| 15 juillet 1972 | CD Cruz Azul | 1 - 1 | Nacional Montevideo | Stade Azteca, Mexico               |                                    |
|                 | Pulido 1re   |       | 29e Mamelli         | Arbitrage : Marco Antonio Regalado | Arbitrage : Marco Antonio Regalado |
|                 | Rapport      |       |                     | Arbitrage : Marco Antonio Regalado | Arbitrage : Marco Antonio Regalado |

| CD Cruz Azul : |                                      |
| Gardien de but | José Miguel Marín (en)               |
| D              | Marco Antonio Rodríguez Beltrán (de) |
| D              | Javier Guzmán                        |
| D              | Alberto Quintano                     |
| D              | Javier Sánchez Galindo (de)          |
| M              | Juan Manuel Alejándrez               |
| M              | Cesáreo Victorino Ramírez (de)       |
| M              | Héctor Pulido                        |
| A              | Fernando Bustos (de)                 |
| A              | Octavio Muciño (de)                  |
| A              | Horacio López Salgado                |
| Remplaçants :  |                                      |
| M              | Jesús Prado (de)                     |
| Entraîneur :   |                                      |
| Raúl Cárdenas  |                                      |

| Nacional Montevideo :      |                           |
| Gardien de but             | Manga                     |
| D                          | Luis Ubiña                |
| D                          | Ángel Brunell (de)        |
| D                          | Juan Carlos Masnik 51e    |
| D                          | Luis Cánepa               |
| M                          | Julio Montero Castillo    |
| M                          | Walter Mantegazza         |
| M                          | Víctor Espárrago 85e      |
| A                          | Luis Alberto Cubilla      |
| A                          | Juan Carlos Mamelli (de)  |
| A                          | Washington Abad 69e       |
| Remplaçants :              |                           |
| D                          | Eduardo Gerolami (en) 51e |
| M                          | Ruben Suárez 69e          |
| Entraîneur :               |                           |
| Washington Etchamendi (es) |                           |

## Match retour
| 7 novembre 1972 | Nacional Montevideo      | 2 - 1 | CD Cruz Azul | Stade Centenario, Montevideo |                         |
|                 | Mamelli 35e · Castro 39e |       | 22e Bustos   | Arbitrage : Mario Camom      | Arbitrage : Mario Camom |
|                 | Rapport                  |       |              | Arbitrage : Mario Camom      | Arbitrage : Mario Camom |

| Nacional Montevideo :      |                                 |
| Gardien de but             | Manga                           |
| D                          | Luis Ubiña                      |
| D                          | Ángel Brunell (de)              |
| D                          | Juan Carlos Masnik              |
| D                          | Juan Carlos Blanco Peñalva (es) |
| M                          | Ildo Maneiro                    |
| M                          | Walter Mantegazza               |
| M                          | Ruben Suárez                    |
| A                          | Braulio Castro                  |
| A                          | Juan Carlos Mamelli (de)        |
| A                          | Julio Morales                   |
| Entraîneur :               |                                 |
| Washington Etchamendi (es) |                                 |

| CD Cruz Azul : |                                      |
| Gardien de but | José Miguel Marín (en)               |
| D              | Marco Antonio Rodríguez Beltrán (de) |
| D              | Javier Guzmán                        |
| D              | Alberto Quintano                     |
| D              | Javier Sánchez Galindo (de)          |
| M              | Héctor Pulido                        |
| M              | Juan Manuel Alejándrez               |
| M              | Cesáreo Victorino Ramírez (de)       |
| A              | Fernando Bustos (de)                 |
| A              | Horacio López Salgado                |
| A              | Eladio Vera (de)                     |
| Entraîneur :   |                                      |
| Raúl Cárdenas  |                                      |